# 馬士
馬士（Hosea Ballou Morse—，1855年7月18日—1934年2月13日），加拿大新斯科舍人，美國籍，曾是在李鴻章幕府內任職的一位西洋顧問。 1874年从哈佛學院毕业后，一直至1908年，曾在大清皇家海關總稅務司服務。1881年在伦敦与妻子结婚。派驻伦敦时，加入皇家亚洲学会。不过，由于妻子讨厌在中国的生活，馬士任职期间甚少与中国籍同事交往。1880年代，馬士的中国硬币珍藏被大英博物馆所购得。1895年乙未戰爭爆发时，他在淡水任职，成为此战重要的见证者。
他以退休後出版的學術著作聞名，最出名的著作是 The International Relations of the Chinese Empire（中譯本《中华帝国对外关系史》）與 The Chronicles of the East India Company Trading to China: 1635 - 1834。 由于妻子厌恶新英格蘭，夫妻俩在马士退休后便定居于英国薩里郡。马士退休后经常到访美国，并与昔日的哈佛同窗保持联系。1909年，他拒绝美国政府邀请他成为美国驻中国大使。第一次世界大战时，成为英国公民（馬士的出生地为新斯科舍省）。
1934年2月，死于肺炎。

## 傳記
哈佛大學費正清教授是馬士的私淑弟子，於1995年出版馬士傳記 H. B. Morse, Customs Commissioner and Historian of China。

## 外部連結
- 馬士著，中华帝国对外关系史